# Acanthus
Acanthus là một chi thực vật có hoa trong họ Acanthaceae. Chi này có khoảng 30 loài, chủ yếu là cây thân thảo (hiếm khi là cây bụi) sống lâu năm, với lá có khía răng cưa và cành hoa mang các hoa màu trắng hay ánh tía. Chiều cao trong khoảng 0,4-2,0 m.

## Từ nguyên
Tên chi bắt nguồn từ tiếng Latinh acanthus, tới lượt nó lại bắt nguồn từ tiếng Hy Lạp cổ ἄκανθος (ákanthos), từ ἀκή (akḗ, "gai") + ἄνθος (ánthos, "hoa").

## Mô tả
Cây thân thảo lâu năm, cây bụi hoặc cây gỗ nhỏ; không có sỏi túi. Lá mọc đối hoặc vòng gồm 4 lá, thường giống như da với gân giữa, gân con và mép dày lên màu vàng nhạt, các lá mọc so le (nếu có) thì thường suy giảm nhiều, với các tuyến giống vảy và không cuống. Hoa ở đầu cành hoặc ở nách lá, thành xim hoa dạng tựa cành hoa. Lá bắc to, giống như da, có 3 gân dọc nổi rõ, mép nhiều gai hoặc nguyên; lá bắc con 2, hình chỉ đến hình trứng, nhiều gai hoặc nguyên. Có thể nhận biết ngay ra nó bằng những bông hoa lớn màu đỏ sẫm. Đài hoa chia đến đáy thành 4 lá đài có mày, dày lên và giống như sừng ở đáy; lá đài mặt lưng có 1–3 gân, nguyên hoặc có 2–3 răng nhỏ, lá đài mặt bụng 2 gân, nguyên hoặc có 2 răng lớn hình tam giác hoặc có răng không đều, lá đài bên 1 gân. Ống tràng hoa ngắn, màu trắng, dày và xốp ở đỉnh, với một dải dày đặc của các sợi lông tơ lộn ngược dày ở đỉnh; phiến chia ở mặt lưng để tạo ra môi gồm 3–5 thùy, ở đáy với thể chai dày lên, ở cả hai mặt của thể chai và trên nó có lông lộn ngược dày đáy hình củ hành; các thùy thuôn dài và rộng, tròn hoặc có khía ở giữa. Nhị hoa 4, thò ra, chèn ngay bên trong họng, hai nhị phía sau giữ ở trên hai nhị phía trước; hai đôi chỉ nhị giống nhau, cong, dày và giống như xương, dẹp bên; bao phấn 1 mô vỏ, thuôn dài, với các bó lông cứng dọc theo toàn bộ chiều dài ở mặt bụng. Bầu nhụy 2 ngăn với 2 noãn mỗi ngăn; vòi nhụy thẳng, nhẵn nhụi; đầu nhụy 2 thùy hình mác và nhọn. Quả nang 2–4 hạt, hóa gỗ, hình elipxoit, bóng, không cuống, dẹp ở mặt lưng bụng và tròn ở đỉnh. Hạt giống hình đĩa, nhẵn nhụi hoặc có lông lụa-lông tơ.

## Phân bố
Các loài sinh sống trong khu vực nhiệt đới và ôn đới ấm, với sự đa dạng loài cao nhất trong khu vực ven Địa Trung Hải và châu Á. Phạm vi phân bố từ miền nam châu Âu đến Thái Bình Dương và về phía nam qua châu Phi đến Angola, Zambia và Malawi.

## Danh sách loài
Các loài dưới đây lấy theo Plants of the World Online (2020).
- Acanthus albus Debnath, B.K.Singh & P.Giri, 2013: Ấn Độ (Tây Bengal).
- Acanthus arboreus Forssk., 1775: Yemen.
- Acanthus austromontanus Vollesen, 2007: Tây nam Tanzania.
- Acanthus carduaceus Griff., 1854: Đông Himalaya.
- Acanthus caroli-alexandri Hausskn., 1886: Hy Lạp.
- Acanthus caudatus Lindau, 1894: Angola.
- Acanthus dioscoridis L., 1756: Miền tây Iran, Iraq, Lebanon, Syria, liên Kavkaz, miền nam Thổ Nhĩ Kỳ.
- Acanthus ebracteatus Vahl, 1791: Tây nam Ấn Độ (cả quần đảo Andaman), Bangladesh, Campuchia, Indonesia (Java, Tiểu Sunda), Malaysia bán đảo, Myanmar, New Guinea, quần đảo Solomon, Thái Lan, miền nam Trung Quốc (đến Quảng Đông, Hải Nam), Việt Nam. Tên gọi trong tiếng Việt: ô rô, ô rô biển, ô rô hoa nhỏ.
- Acanthus eminens C.B.Clarke, 1899: Ethiopia, đến miền trung Kenya, Nam Sudan, Sudan, Uganda.
- Acanthus flexicaulis Bremek., 1955: Malaysia bán đảo, Sumatra.
- Acanthus gaed Lindau, 1894: Miền bắc Somali.
- Acanthus greuterianus Snogerup, B.Snogerup & Strid, 2006: Hy Lạp.
- Acanthus guineensis Heine & P.Taylor, 1962: Bờ Biển Ngà, Congo, Ghana, Guinea, Liberia, Sierra Leone.
- Acanthus hirsutus Boiss., 1844: Phía đông quần đảo Aegea, Thổ Nhĩ Kỳ.
- Acanthus hungaricus Borbás Baen., 1896: Đông nam châu Âu (Albania, Bulgaria, Hy Lạp, Romania, phần thuộc châu Âu của Thổ Nhĩ Kỳ, các quốc gia tách ra từ Nam Tư cũ). Du nhập vào Cộng hòa Séc và Slovakia.
- Acanthus ilicifolius L., 1753: Nhiệt đới và cận nhiệt đới châu Á (từ Ấn Độ tới Trung Quốc, Đông Nam Á) đến New Guinea, Australia và các đảo tây nam Thái Bình Dương. Tên gọi trong tiếng Việt: ô rô to, ô rô nước, ô rô gai, lão thử cân.
- Acanthus kulalensis Vollesen, 2007: Miền bắc Kenya.
- Acanthus latisepalus C.B.Clarke, 1899: Congo, Gabon.
- Acanthus leucostachyus Wall. ex Nees, 1832: Ấn Độ (Assam), Bangladesh, Đông Himalaya, Lào, Myanmar, Thái Lan, trung nam Trung Quốc, Việt Nam. Tên gọi trong tiếng Việt: ô rô núi.
- Acanthus longibracteatus Kurz, 1870: Myanmar.
- Acanthus mayaccanus Büttner, 1890: Congo.
- Acanthus mollis L., 1753: Bản địa vùng phía bắc (từ Italia kể cả đảo Sicilia về phía đông) và đông Địa Trung Hải (Lebanon, Syria). Du nhập vào đảo Anh, Azores, Baleares, Bồ Đào Nha, quần đảo Canary, đảo Corse, Kriti, Madeira, Mexico, Morocco, New Zealand, Pháp, Tây Ban Nha.
- Acanthus montanus (Nees) T.Anders., 1863: Angola, Benin, Burundi, Cameroon, Chad, Congo, Cộng hòa Dân chủ Congo, Gabon, các đảo trong vịnh Guinea, Nigeria, Sierra Leone, Cộng hòa Trung Phi, Zambia. Du nhập vào Mauritius.
- Acanthus polystachyus Delile, 1826: Burundi, Cộng hòa Dân chủ Congo, Ethiopia, Kenya, Rwanda, Sudan, tây bắc Tanzania, Uganda.
- Acanthus sennii Chiov., 1940: Ethiopia.
- Acanthus seretii De Wild., 1910: Từ Nam Sudan tới đông bắc Cộng hòa Dân chủ Congo.
- Acanthus spinosus L., 1753: Albania, Bulgaria, các đảo phía đông quần đảo Aegea, Hy Lạp, Italia, Kriti, Thổ Nhĩ Kỳ, các quốc gia tách từ Nam Tư cũ. Du nhập vào đảo Anh và Algieria.
- Acanthus ueleensis De Wild., 1910: Burundi, Cộng hòa Dân chủ Congo, Malawi, Mozambique, Nam Sudan, Rwanda, Tanzania, Uganda.
- Acanthus villaeanus De Wild., 1903: Cộng hòa Dân chủ Congo.
- Acanthus volubilis Wall., 1831: Ấn Độ (quần đảo Andaman và Nicobar), Bangladesh, Malaysia bán đảo, Myanmar, Thái Lan.

### Chưa xác định
- Acanthus boissieri Hausskn., 1887
- Acanthus dioscoridis var. grandiflorus Bornm., 1894
- Acanthus imbricatus Edgew., 1847
- Acanthus kirkii T.Anderson, 1863
- Acanthus polycotomus Chiov.
- Acanthus ponticus Jordanov, 1933
- Acanthus pubescens (Oliv.) Engl., 1892
- Acanthus rubens Raf., 1817
- Acanthus ugandensis C.B.Clarke, 1906

## Lưu ý
Ngoài 3 loài là A. ebracteatus, A. ilicifolius, A. leucostachyus có ở Việt Nam thì Phạm Hoàng Hộ (1999) còn ghi nhận trong Cây cỏ Việt Nam loài A. integrifolius T.Anders. với tên gọi ác ó và mô tả như sau: "Tiểu mộc cao 1-2 m, thân tròn, không lông. Lá mọc đối; phiến nguyên, mỏng, láng, xanh đậm; cuống 1 cm. Hoa ở nách lá, to, trắng, đài do 5 lá đài hẹp, cao 1,5 cm; vành đài 8-10 cm, môi dài hơn ống; tiểu nhụy 4. Nang 4 hột. Trồng làm hàng rào ở bình nguyên; II-VI. - Shrub; flowers white, 8-10 cm long; capsules 4-seeded.". Tuy nhiên, IPNI không ghi nhận A. integrifolius T.Anders. mà chỉ ghi nhận A. integrifolius Thunb., 1800 và A. integrifolius E.Mey. ex Nees, 1847. Tất cả chỉ có mô tả ngắn bằng tiếng Latinh, hiện tại chưa xác định là loài nào.
Ngoài ra, trong "An Enumeration of the Species of Acanthaceae from the Continent of Africa and the adjacent Islands" đăng tại trang 13-54 số 7 tạp chí Journal of the Proceedings of the Linnean Society năm 1863 (in 1864) Thomas Anderson (1832-1870) chỉ ghi nhận 6 loài ở châu Phi là A. ilicifolius, A. kirkii, A. barteri, A. montanus, A. mollis và A. arboreus, không đề cập gì tới A. integrifolius.

## Gieo trồng và sử dụng
Những chiếc lá của các loài ô rô là cơ sở thẩm mỹ cho các đầu cột theo thức Corinth trong kiến trúc; chi tiết xem lá ô rô (trang trí). Một số loài, đặc biệt là A. balcanicus, A. spinosus và A. mollis, được trồng làm cây cảnh.
Lá ô rô cũng có nhiều công dụng y học. Ô rô to (Acanthus ilicifolius), với thành phần hóa học của nó đã được nghiên cứu nhiều, được sử dụng rộng rãi trong các ứng dụng dược phẩm học dân tộc, bao gồm cả trong y học cổ truyền Ấn Độ và Trung Quốc. Các bộ phận khác nhau của A. ilicifolius từng được sử dụng để điều trị hen phế quản, tiểu đường, phong cùi, viêm gan, rắn cắn và viêm khớp dạng thấp. Lá của ô rô (Acanthus ebracteatus), đáng chú ý vì có đặc tính chống oxy hóa, được sử dụng để làm trà thảo mộc kiểu Thái ở Thái Lan và Indonesia.

## Hình ảnh

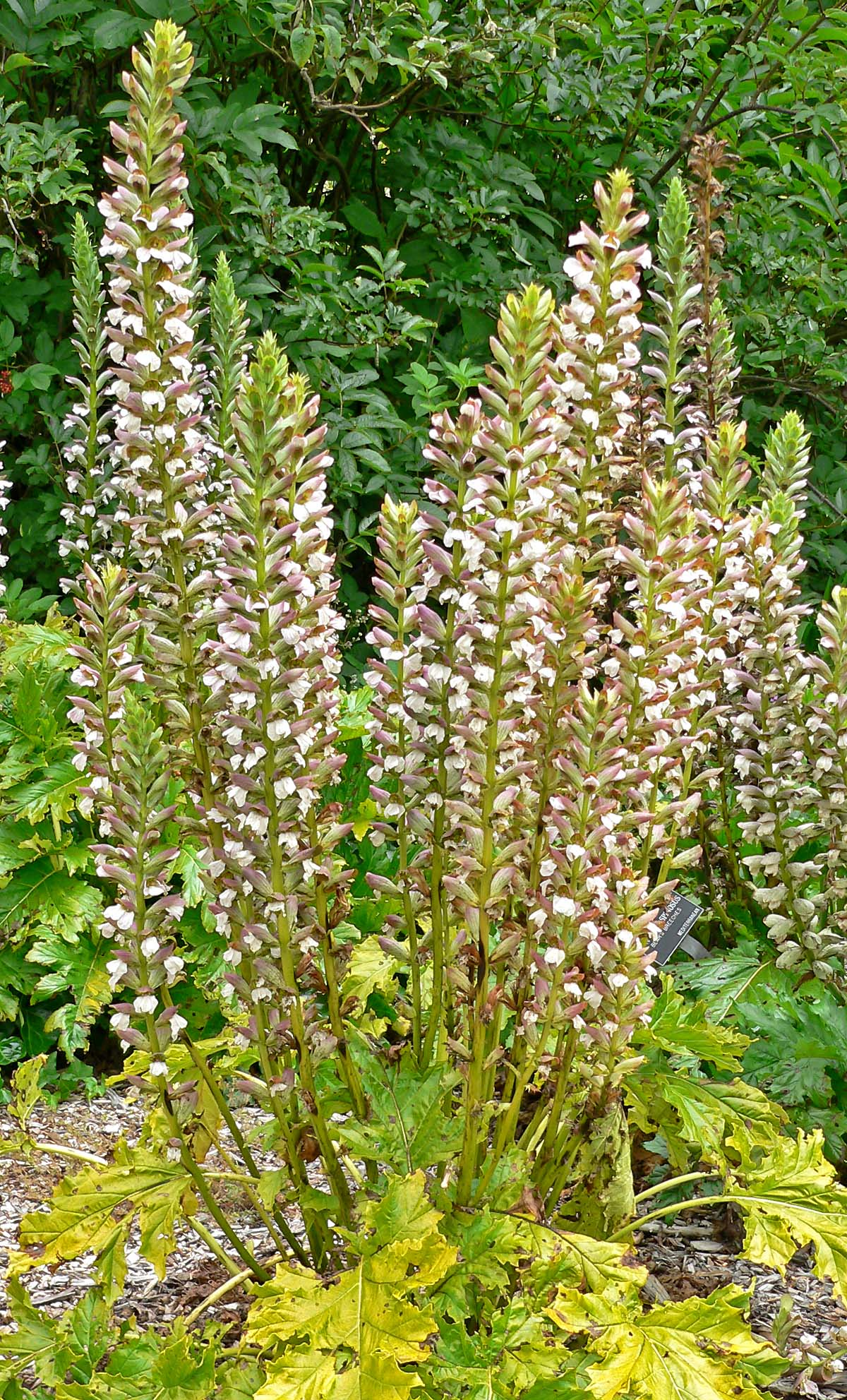
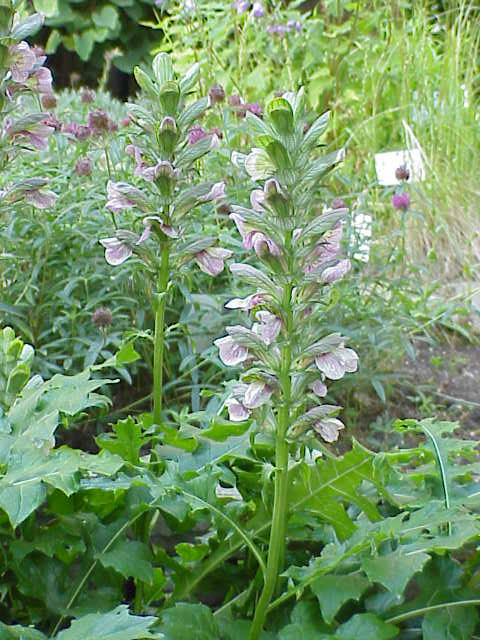
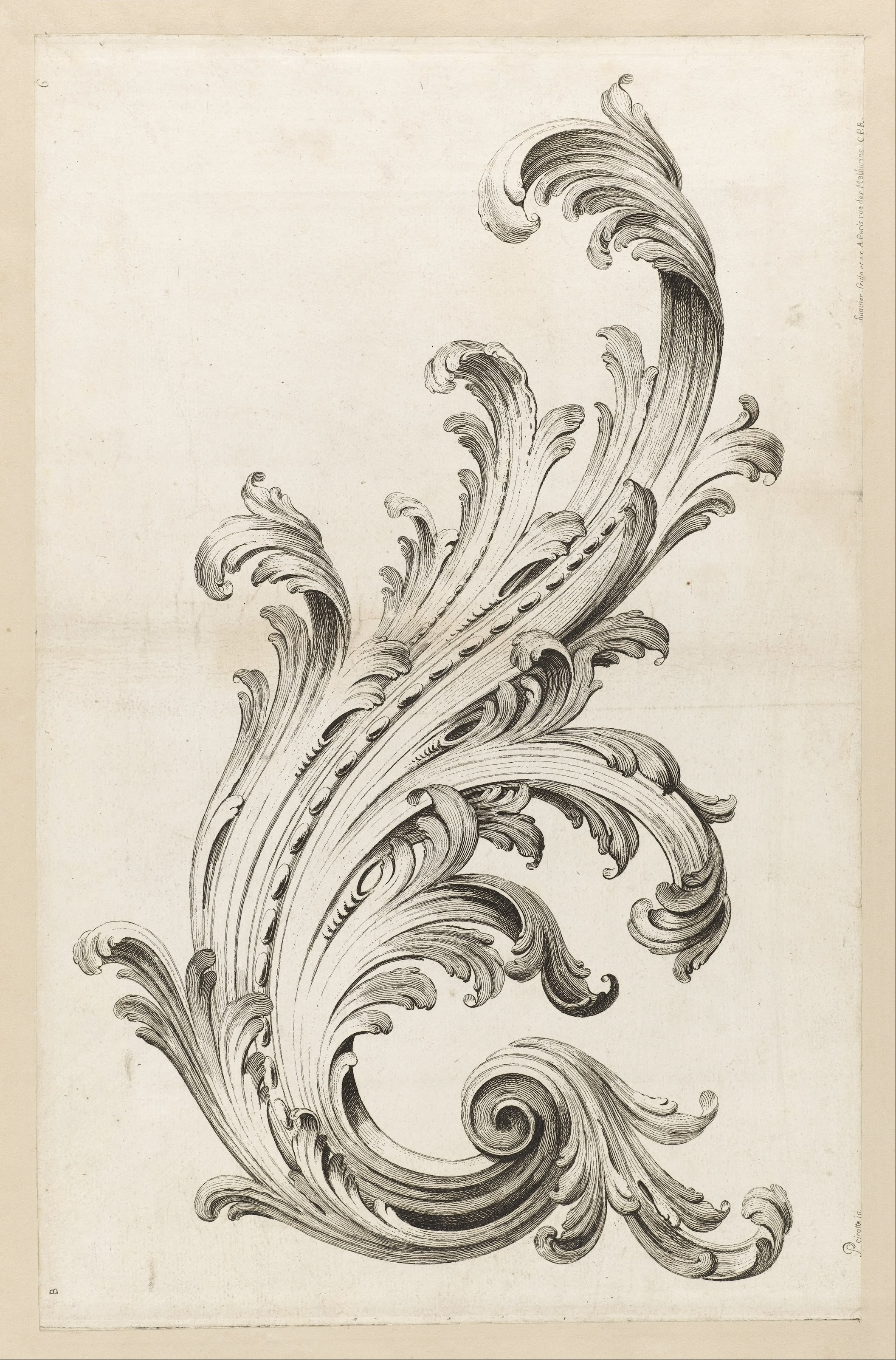